# ムハンマド・シャー (サイイド朝)
ムハンマド・シャー（? - 1445年）は、インド北部を支配したサイイド朝の第3代君主（在位：1434年 - 1445年）。

## 生涯
第2代君主・ムバーラク・シャーの甥。1434年にムバーラク・シャーが宰相のサルヴァル・アルムルクに暗殺されたため即位した。その後、父を殺害した宰相らをその一族もろとも処刑し、貴族らに忠誠を誓わせた。
しかし若年のために重臣間の権力闘争を抑えきれず、ムハンマドも政治に関心を示さず奢侈と酒色にふけって、王朝の混乱を助長させた。
1445年に死去し、子のアラー・ウッディーン・アーラム・シャーが後を継いだ。